# Pasaco
Pasaco est une ville du Guatemala dans le département de Jutiapa.